# Björkö (Kumlinge)
Björkö ("Berkeneiland") is een eiland, gelegen in de westelijke archipel van Brändö maar dat bestuurlijk deel uit maakt van de gemeente Kumlinge in de Finse autonome regio Åland. Het eiland heeft een oppervlak van 6 km², en is van noord naar zuid ongeveer 6,1 km lang.
Björkö heeft 13 vaste bewoners (2012), maar in het hoogseizoen in de zomer kan dat aantal verdrievoudigen.

## Infrastructuur
Het eiland is sinds 1976 over de weg te bereiken met een kabelpontje vanaf het nabijgelegen eiland Lappo, dat behoort tot de gemeente Brändö. Over het eiland loopt slechts een verharde weg: de 838 (Björkövägen).
In de jaren 1940 is er een paar jaar een schooltje geweest op het eiland, en tot 1986 had het eiland een eigen winkeltje.

## Economie
De bevolking leeft voornamelijk van landbouw en toerisme. Visserij heeft geen rol van betekenis meer.